# 박수승
기무라아츠키 (木村充揮) (한국어 이름:박수승 朴秀勝, 실명:기무라히데카츠 木村秀勝, 1954년 3월 24일~ )은 대한민국의 가수이다.
재일 한국인이며, 브루스 밴드 「유카단」의 보컬을 맡고 있다.